# 羅斯哈尼卡拉海蝕洞

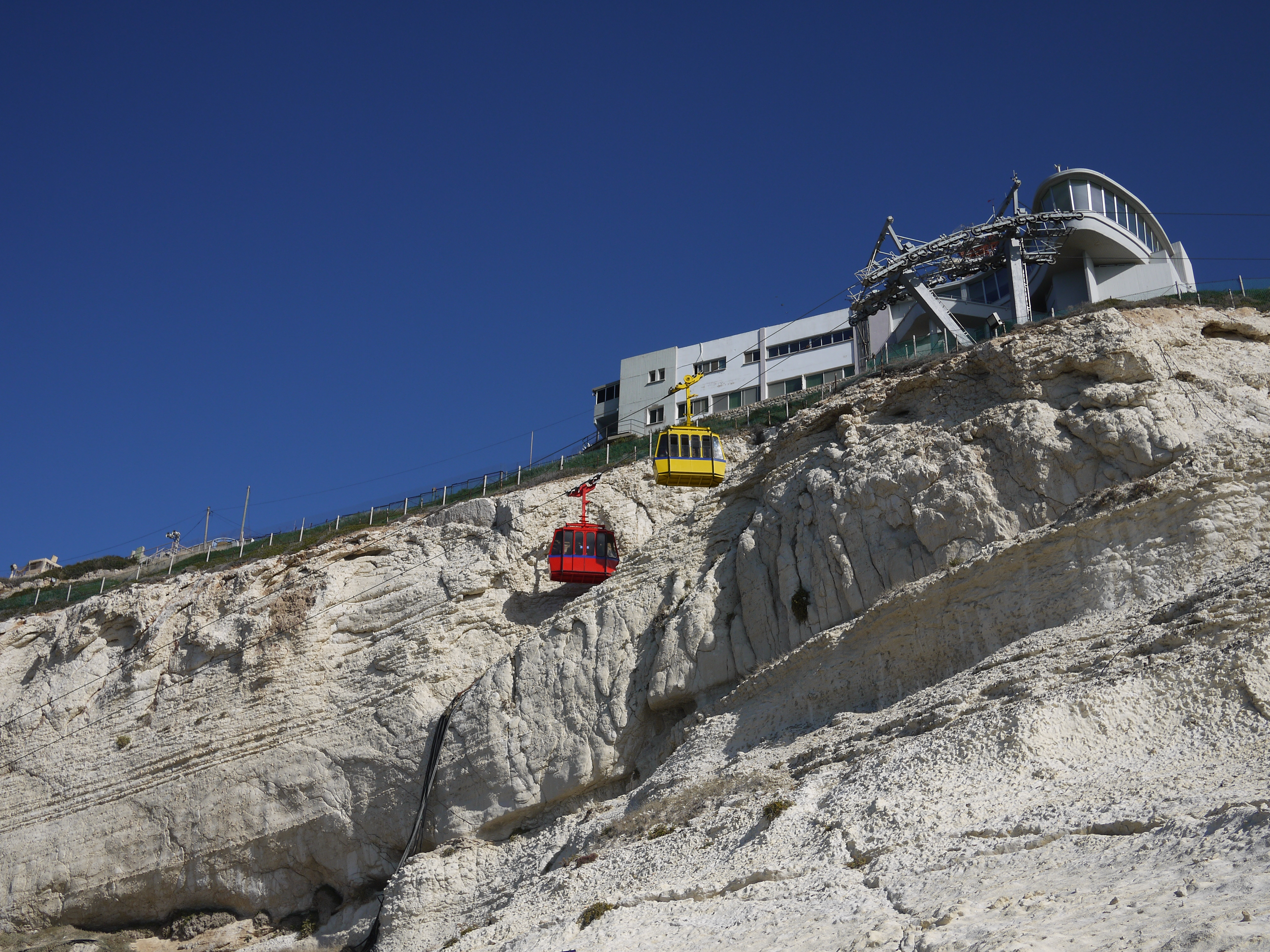

33°5′35.24″N 35°6′17.16″E / 33.0931222°N 35.1047667°E
羅斯哈尼卡拉海蝕洞（希伯來語：ראש הנקרה），位於以色列和黎巴嫩邊界的加利利地區，是天然形成的海蝕洞，為當地的旅遊景點。崖頂有纜車連接至海邊，為全世界最陡峭的索道，最大的角度達60度。

## 圖片集

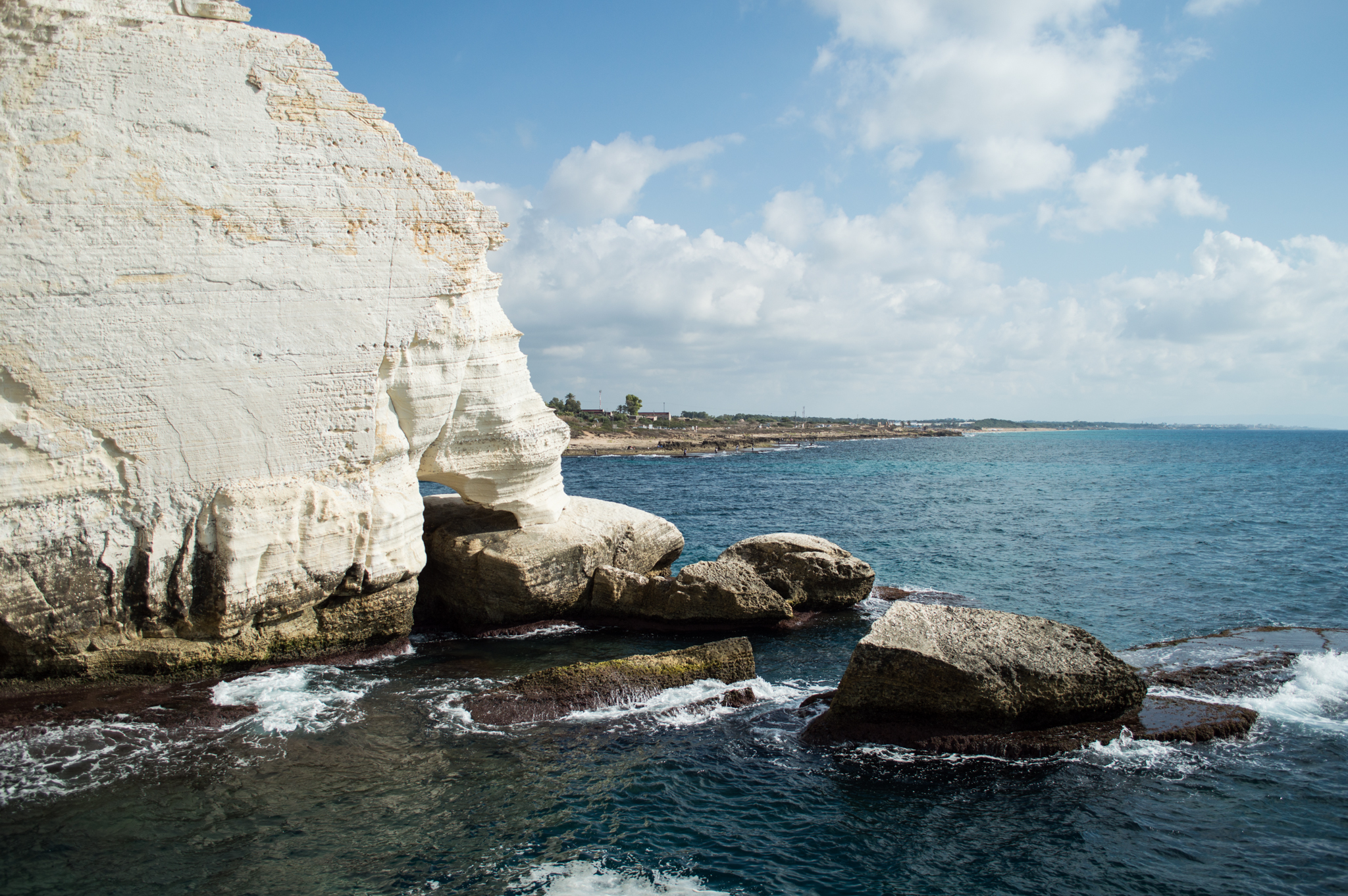
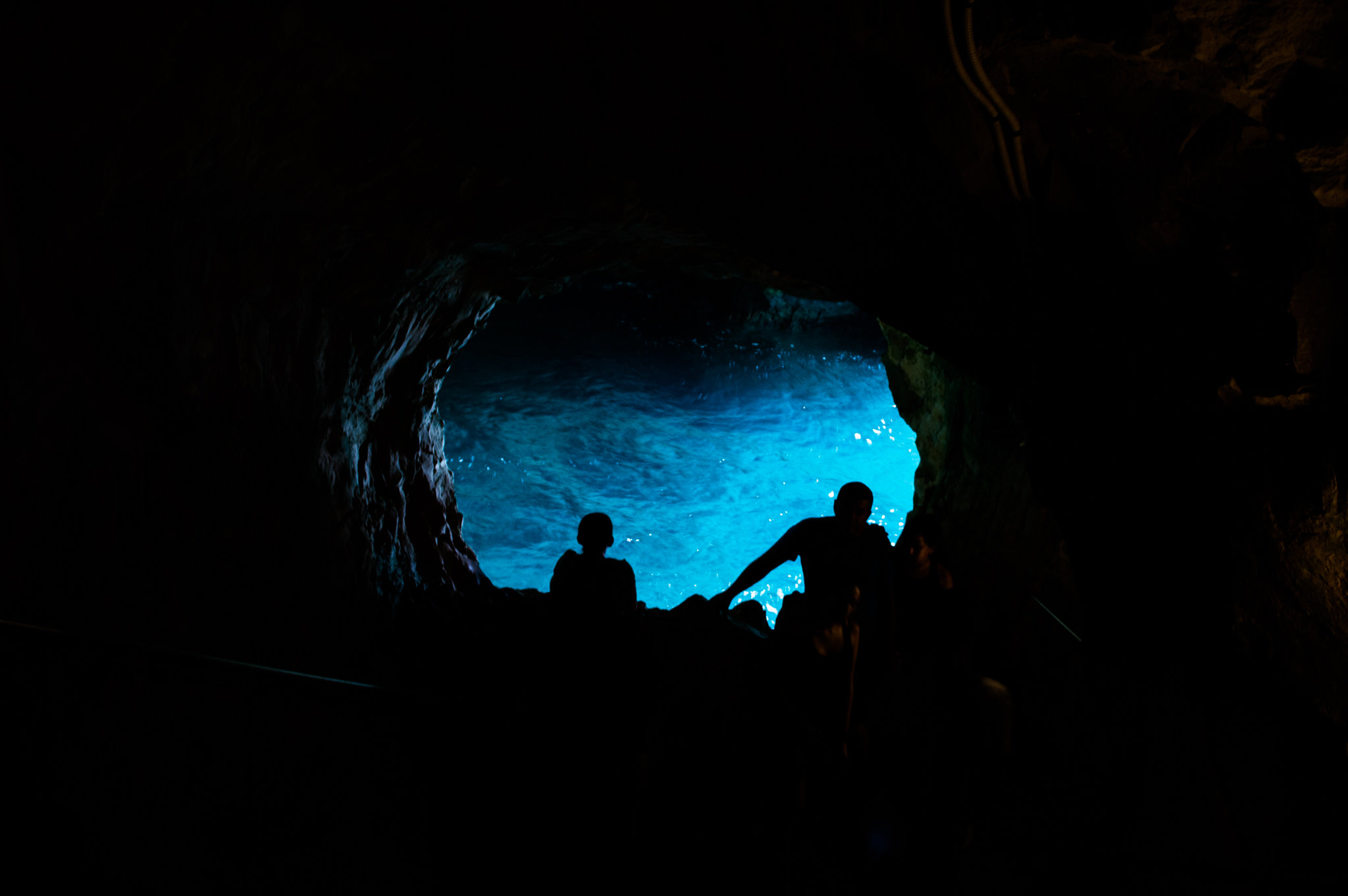
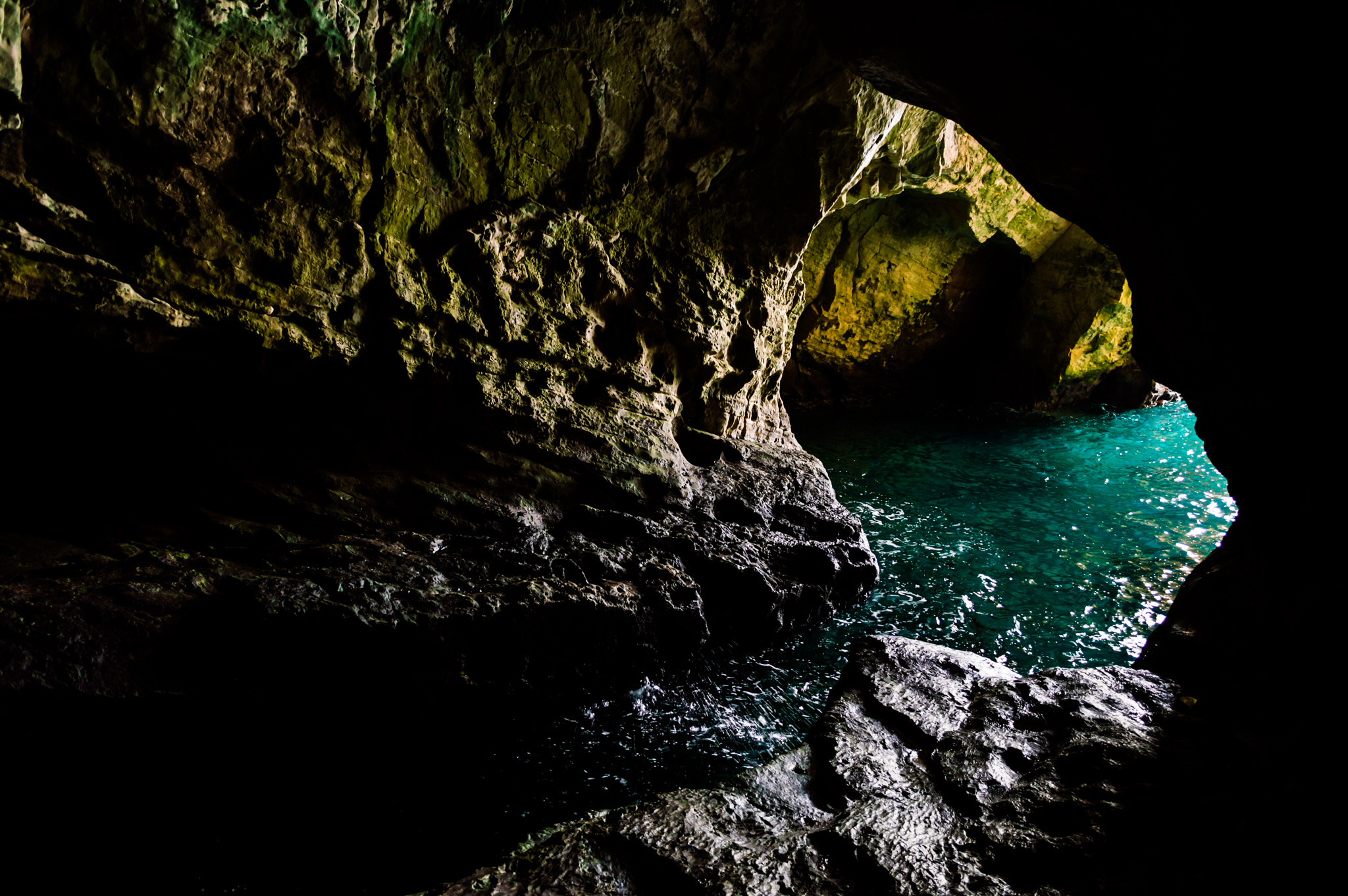
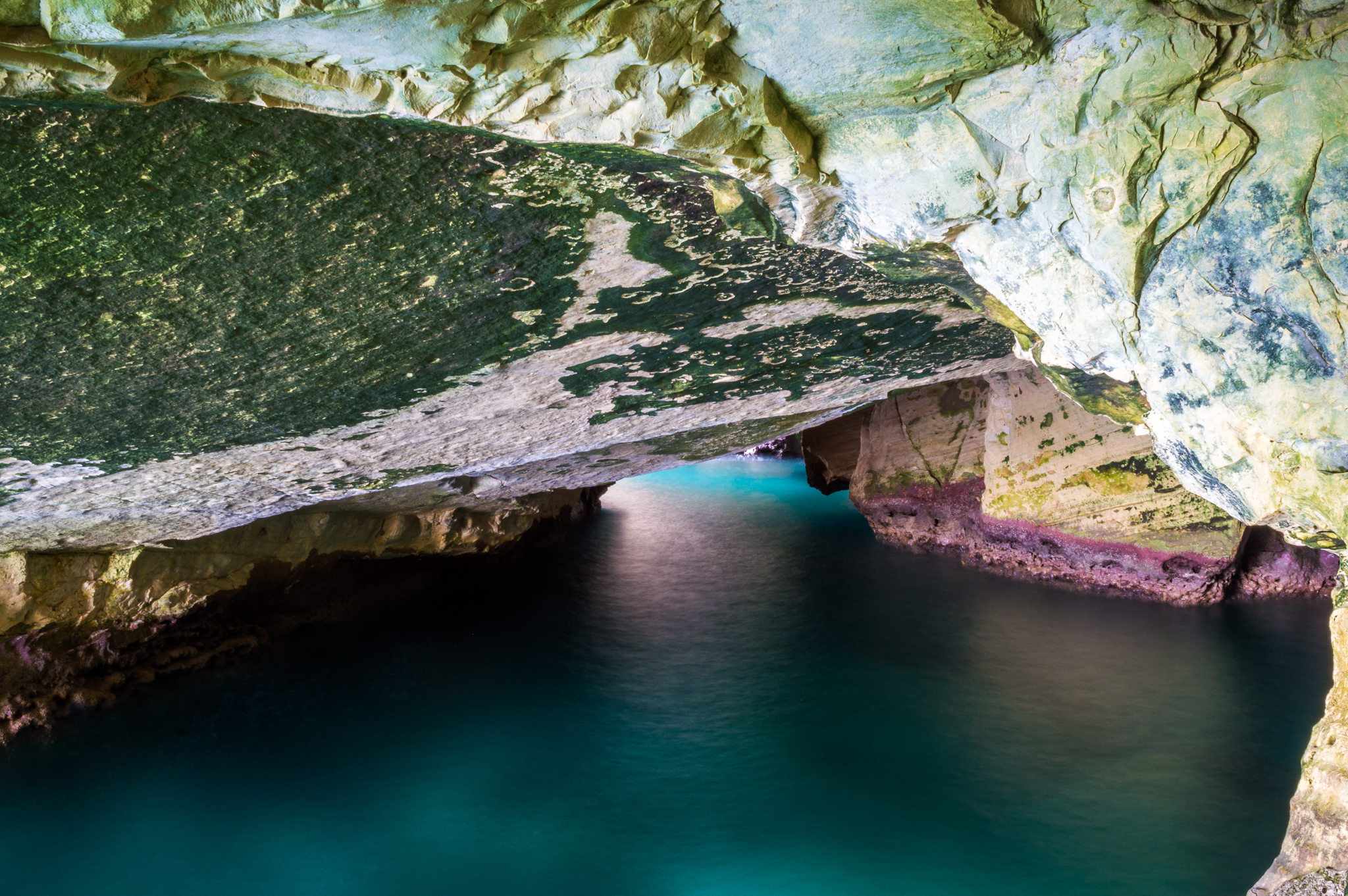
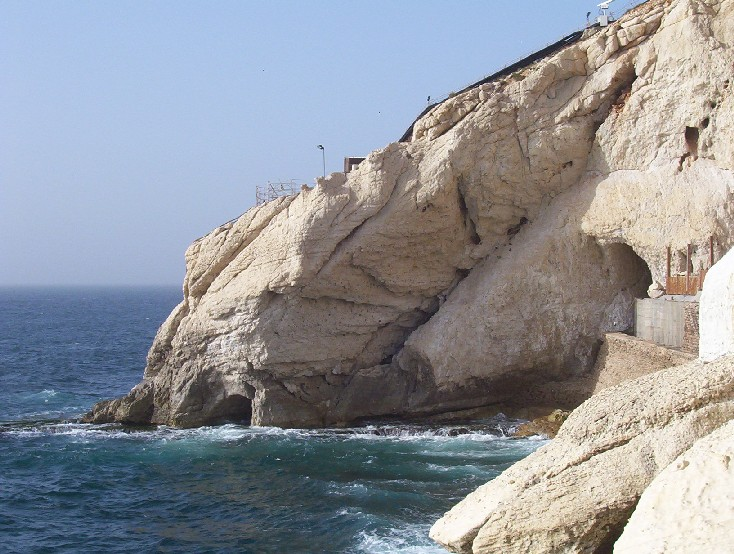
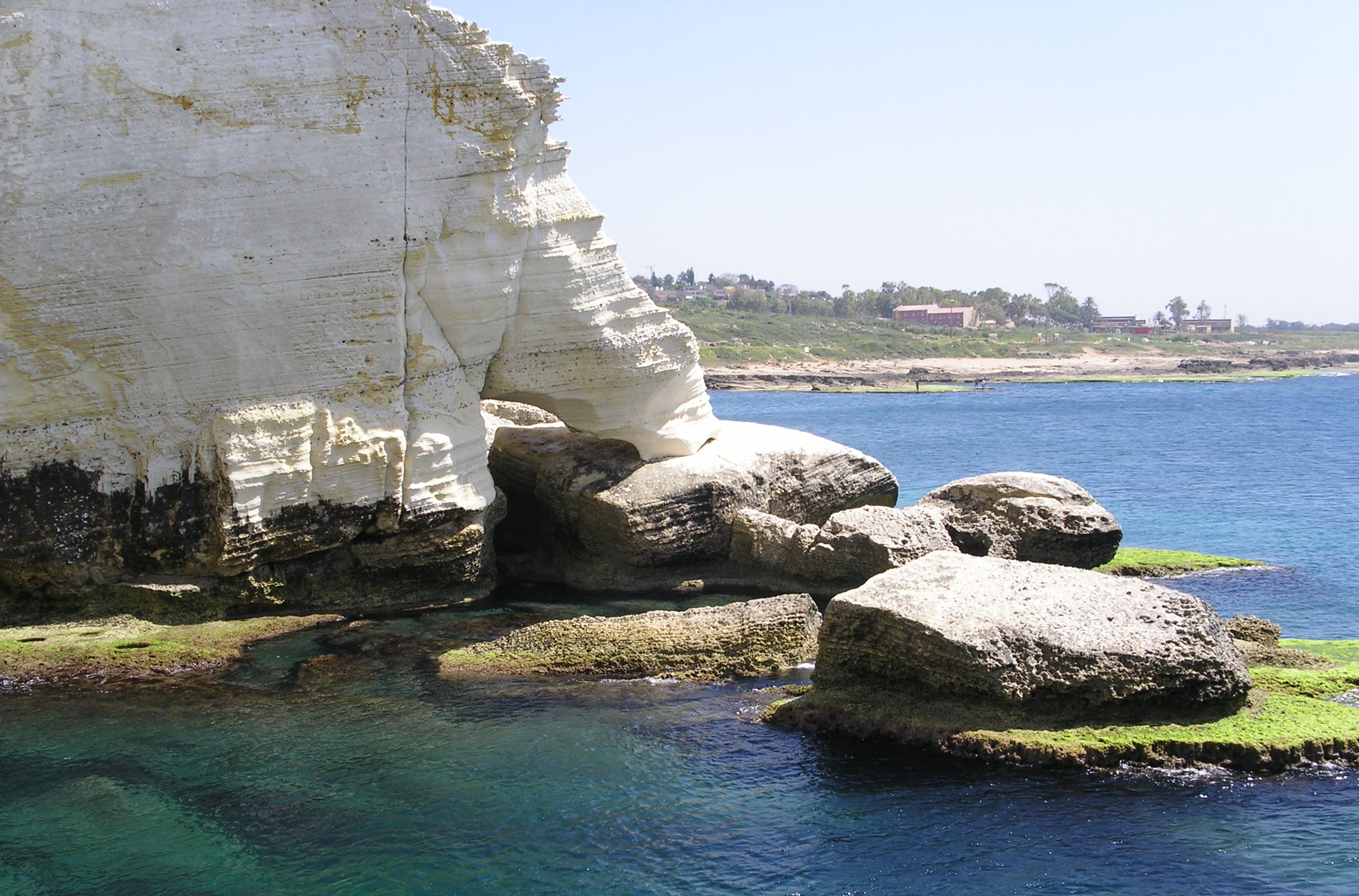
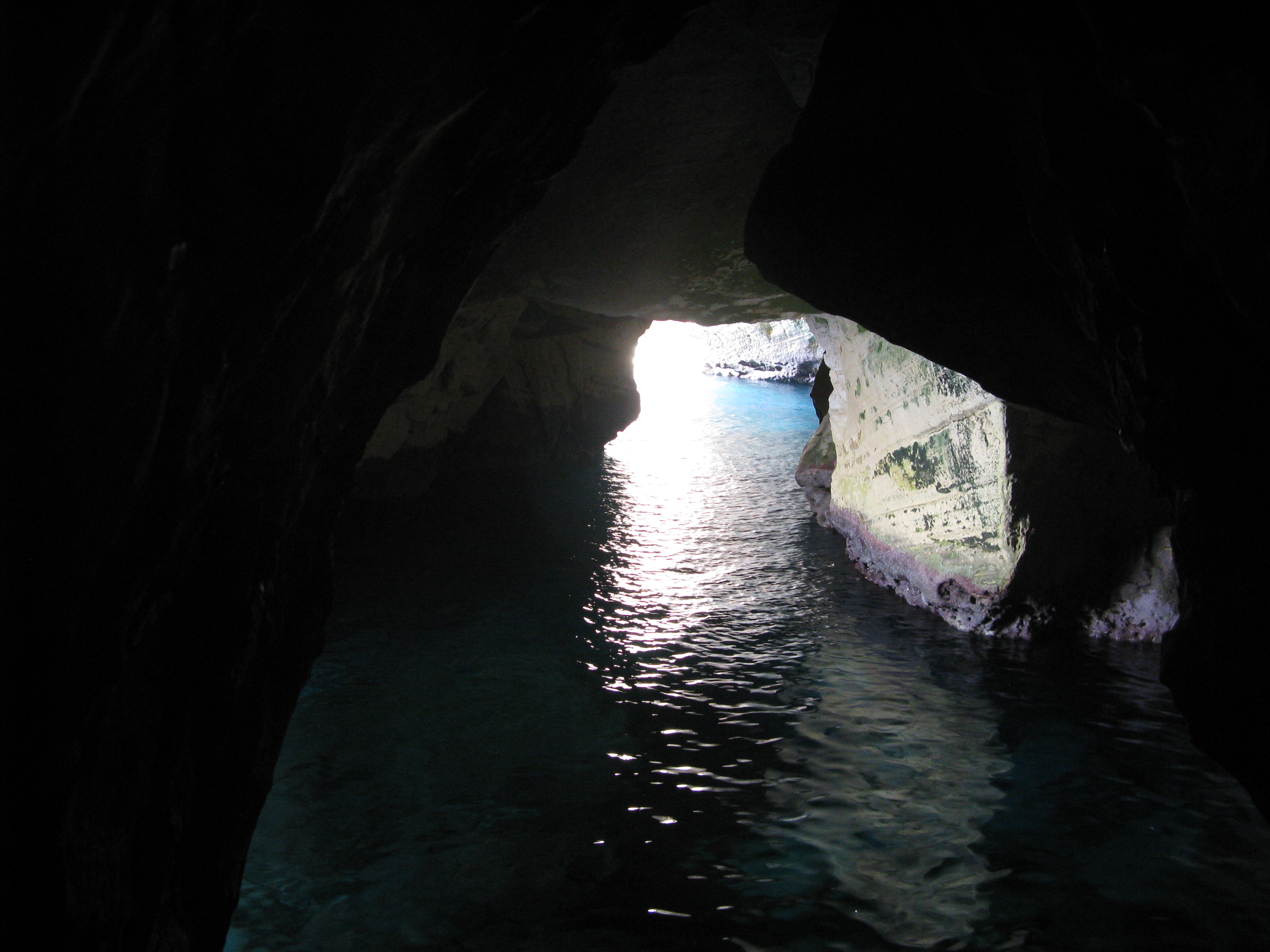

## 外部連結
- Rosh HaNikra Official Site- Hebrew （页面存档备份，存于）
- Rosh HaNikra Official Site- English （页面存档备份，存于）
- Gold, Stephanie, , Open Road Publishing, 1998.
- Milstein, Uri;  et al, , History of the War of Independence, Vol. IV, University Press of America, 1998, ISBN 9780761814894.